# Leonie Pieper
Leonie Strobel (geb. Pieper) (* 24. August 1992 in Neuss) ist eine ehemalige deutsche Leichtgewichts-Ruderin.

## Karriere
Leonie Strobel begann 2008 beim Ruderclub Germania Düsseldorf 1904 mit dem Rudersport. Nach drei Jahren beim Ruderverein Saarbrücken wechselte sie 2014 zum Ulmer Ruderclub Donau. Bei den U23-Weltmeisterschaften 2013 belegte sie zusammen mit Fabienne Knoke den zweiten Platz im Leichtgewichts-Doppelzweier, 2014 ruderte sie mit Wiebke Hein auf den siebten Platz. Bei den Weltmeisterschaften 2014 in der Erwachsenenklasse ruderte Leonie Pieper zusammen mit Katrin Thoma, Judith Anlauf und Wiebke Hein auf den dritten Platz im Leichtgewichts-Doppelvierer. 2015 starteten die erfahrenen Anja Noske und Lena Müller gemeinsam mit Katrin Thoma und Leonie Strobel im Leichtgewichts-Doppelvierer, das Boot gewann den Titel bei den Weltmeisterschaften auf dem Lac d’Aiguebelette. Zu den Weltmeisterschaften 2016 kehrte Judith Anlauf zurück zu Strobel und Thoma in den Vierer, der mit Lena Reuss komplettiert die Silbermedaille hinter der britischen Auswahl gewann. 2017 trat Strobel im Leichtgewichts-Einer an und belegte den sechsten Platz bei den Europameisterschaften sowie den zehnten Platz bei den Weltmeisterschaften. 2018 war sie international nicht am Start. Anfang Juni 2019 gewann sie hinter der Italienerin Federica Cesarini die Silbermedaille im Leichtgewichts-Einer bei den Europameisterschaften in Luzern. Bei den Weltmeisterschaften in Ottensheim gewann sie im Leichtgewichts-Doppelvierer zusammen mit Ronja Fini Sturm, Vera Spanke und Leonie Pless die Bronzemedaille.

## Internationale Erfolge
- 2019: Bronzemedaille 2019 Ottensheim im Leichtgewichts-Doppelvierer
- 2019: Silbermedaille 2019 Luzern im Leichtgewichts-Einer
- 2016: Silbermedaille 2016 Willem-Alexander Baan im Leichtgewichts-Doppelvierer
- 2015: Goldmedaille 2015 Lac d’Aiguebelette im Leichtgewichts-Doppelvierer
- 2014: Bronzemedaille 2014 Amstelveen  im Leichtgewichts-Doppelvierer
- 2013: Silbermedaille 2013 Ottensheim im Leichtgewichts-Doppelzweier

## Auszeichnungen
- 2019: 2. Platz beim Felix Award NRW[1]
- 2022: Hessische Rettungsmedaille für die Rettung eines Menschen aus Lebensgefahr[2]

## Berufsweg
Leonie Strobel hat einen Bachelor of Arts in Sportwissenschaften der Universität des Saarlandes, einen Bachelor of Science in Psychologie der Heinrich-Heine-Universität Düsseldorf sowie einen Master of Science in Psychologie der Heinrich-Heine-Universität Düsseldorf. Sie arbeitet als Psychologin.

## Familie
Leonie Strobel ist die Cousine 2. Grades der deutschen Ruderin Alexandra Föster. Im April 2024 heiratete sie den Politikwissenschaftler Bastian Strobel. Im Juni 2024 kam das erste gemeinsame Kind zur Welt.